# John Tuzo Wilson

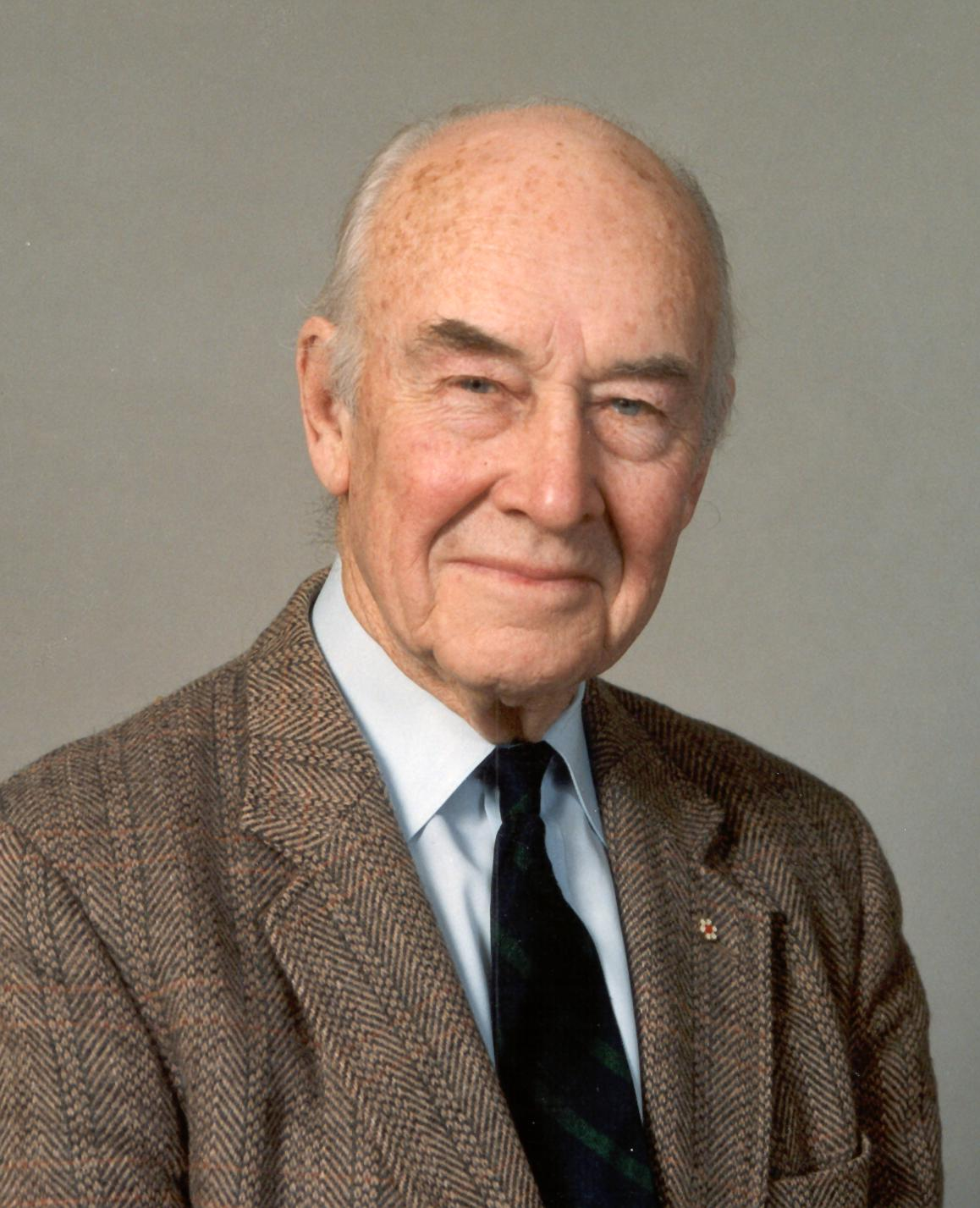
John Tuzo Wilson, 1992

John Tuzo Wilson, CC, OBE, FRS, FRSC, FRSE (* 24. Oktober 1908 in Ottawa, Ontario, Kanada; † 15. April 1993 in Toronto, Ontario, Kanada) war ein kanadischer Geophysiker und Geologe, der sich in der Erforschung von Gletschern und der Kartographierung geologischer Einheiten verdient gemacht hat.
Wilson entwickelte die erste Übersichtskarte kanadischer Gletscher und gewann internationale Anerkennung durch seine Arbeiten zur Gebirgsbildung, der Geologie von Meeresbecken und der Struktur von Kontinenten. Große Bekanntheit erwarb er sich insbesondere durch seine Formulierung zu Hot Spots und deren Bedeutung in Hinsicht auf das Seafloor spreading. Er gilt als einer der Pioniere der Plattentektonik. 1970 formulierte er den nach ihm benannten Wilson-Zyklus. Danach durchläuft die Entwicklung kontinentaler Platten einen steten Kreislauf von Grabenbruch über Meeresbildung und Kollision mit Gebirgsbildung und Subduktion ozeanischer Gebiete bis wieder eine einheitliche Platte vorliegt.

## Lebenslauf und wissenschaftliche Karriere
John Tuzo Wilson wurde 1908 in Ottawa geboren. Er studierte unter anderem in Toronto und der Universität von Cambridge und erlangte 1936 seinen Doktortitel an der Princeton University, New Jersey. Danach arbeitete er bis zum Ausbruch des Zweiten Weltkriegs am Geological Survey of Canada.
Nach seiner Armee-Zeit als Ingenieur kehrte er nach Kanada zurück. Wilson wurde 1946 Professor für Geophysik an der University of Toronto, wo er sich in den folgenden 14 Jahren große Anerkennung erwarb für seine Arbeit über die geologischen Strukturen des kanadischen Schildes unter Verwendung der sich gerade entwickelnden Methode der Geochronologie. Weltweite Anerkennung erwarb er sich mit seinen Veröffentlichungen zur Plattentektonik.
1974 ging John Tuzo Wilson in den Ruhestand, blieb aber weiter als hervorragender Dozent und emeritierter Professor tätig. Zwischen 1983 und 1986 fungierte er als Kanzler der York University und engagierte sich darüber hinaus für das Ontario Science Center, dessen Generaldirektor er bis 1985 war.
John Tuzo Wilson starb am 15. April 1993 in Toronto an Herzversagen.

## Auszeichnungen
Für seine wissenschaftlichen Leistungen erhielt Wilson zahlreiche Auszeichnungen, u. a. folgende:
- Mitglied der National Academy of Sciences (1968)
- Penrose Medal der Geological Society of America (1968)
- Walter H. Bucher Medal der American Geophysical Union (1968)
- Mitglied der American Academy of Arts and Sciences (1970)
- Vetlesen-Preis (1978)
- John J. Carty Award der National Academy of Sciences (1975)
- Wollaston Medal der Geological Society of London (1978)
- Assoziiertes Mitglied der Académie royale des Sciences, des Lettres et des Beaux-Arts de Belgique[1]
- Ehrenmitglied (Honorary Fellow) der Royal Society of Edinburgh (1986)[2]

In Würdigung seiner Verdienste in der Geologie und der Geophysik wurden nach Tuzo Wilson außerdem die Wilson Mountains in der Antarktis sowie ein erloschener Vulkan auf dem Grund des Pazifiks benannt. Die Canadian Geophysical Union verleiht außerdem die nach ihm benannte J. Tuzo Wilson Medal, die er 1978 als erster Preisträger selbst erhalten hatte.

## Wichtige Publikationen
- Wilson, J.T.: Evidence from islands on the spreading of the ocean floor. Nature, 197, S. 536–538 (1963)
- Wilson, J.T.: A new class of faults and their bearing on continental drift. Nature, 207, S. 343–347 (1965)